# Plaza Fundadores (Guadalajara)
La Plaza Fundadores se encuentra en la ciudad de Guadalajara, Jalisco, México, en el centro histórico.

## Historia
El emplazamiento de este sitio es el lugar en el cual se cree se fundó y nació oficialmente la ciudad de Guadalajara el día 14 de febrero de 1542. Era la plaza mayor original de la ciudad. Ya para 1606 existían dos plazas principales. En la original que ahora se conoce como Plaza Fundadores se encontraban las Casas Reales y un mercado popular donde los pobladores indígenas vendían sus artesanías. En la nueva que ahora se conoce como Plaza de Armas se encontraban la nueva catedral de Guadalajara y las casas consistoriales.

Con el tiempo la plaza original fue siendo conocida como la Plaza de San Agustín por el convento homónimo que colindaba con ella. Con el centro de Guadalajara cambiando definitivamente hacia la nueva plaza de armas, la antigua plaza mayor y ahora Plaza de San Agustín empezó a quedar en el abandono. La nueva plaza de armas empezó a ser el centro del comercio también, hasta que un incendio el 31 de mayo de 1795 en el Portal Quemado forzó a los comerciantes a regresar a la casi desierta Plaza de San Agustín.
Se ordenó la construcción de un portal que daba hacia el oeste en la Plaza de San Agustín para albergar a los comerciantes afectados. Era el único portal hasta que el intendente José Fernando de Abascal ordenó la construcción de tres portales más en 1802, formando un parian como el parián de San Pedro Tlaquepaque. Tenía muchos locales y el centro del parián contaba con una fuente. Era un lugar muy reconocido por la zapatería y su comida.
La ciudad necesitaba un gran teatro y se eligió a la Plaza de San Agustín como el sitio. El 12 de diciembre de 1855, el gobernador Santos Degollado firmó el decreto oficial para construir la estructura, y el 5 de marzo de 1856 Degollado colocó la primera piedra fundamental del edificio. Tres de los portales de San Agustín se mantuvieron de pie aun con la inauguración del Teatro Degollado, siendo solo demolida la original. Los portales de cierta manera resguardaban el teatro, y los comerciantes permanecieron ahí. Los portales existieron hasta que un incendio el 30 de abril de 1909 las convirtió en cenizas. Se rumoró que el gobernador Miguel Ahumada ordenó el incendio para acabar con los ambulantes. No se volvieron a construir.
El Friso de los Fundadores de Guadalajara se encuentra a espaldas del Teatro Degollado. Creada por el escultor Rafael Zamarripa en 1982 por encargo del gobernador Flavio Romero de Velasco, el alto relieve de bronce mide 3 m de alto x 21 m de largo y representa a los fundadores de Guadalajara.
En 2021, en el 479 aniversario de la fundación de Guadalajara, fue develado una estatua de Francisco Tenamaztle por el presidente municipal Ismael del Toro en la plaza. Del Toro reconoció el papel importante que hizo Tenamaztle en la guerra del Mixtón y argumentó que merece estar a lado de las otras figuras prominentes en la fundación de la ciudad.

## Entorno
La Plaza Fundadores se encuentra rodeada de edificios de relevancia histórica y cultural. Entre ellos se encuentra el Teatro Degollado, sede de la Orquesta Filarmónica de Jalisco, el Edificio Camarena y el templo de Santa María de Gracia. Cuenta con estatuas de Francisco Tenamaztle, quien jugó un papel importante en la guerra del Mixtón; Beatriz Hernández, una de las primeras pobladoras de la ciudad; y de Miguel de Ibarra, el primer alcalde de Guadalajara. 

## Galería

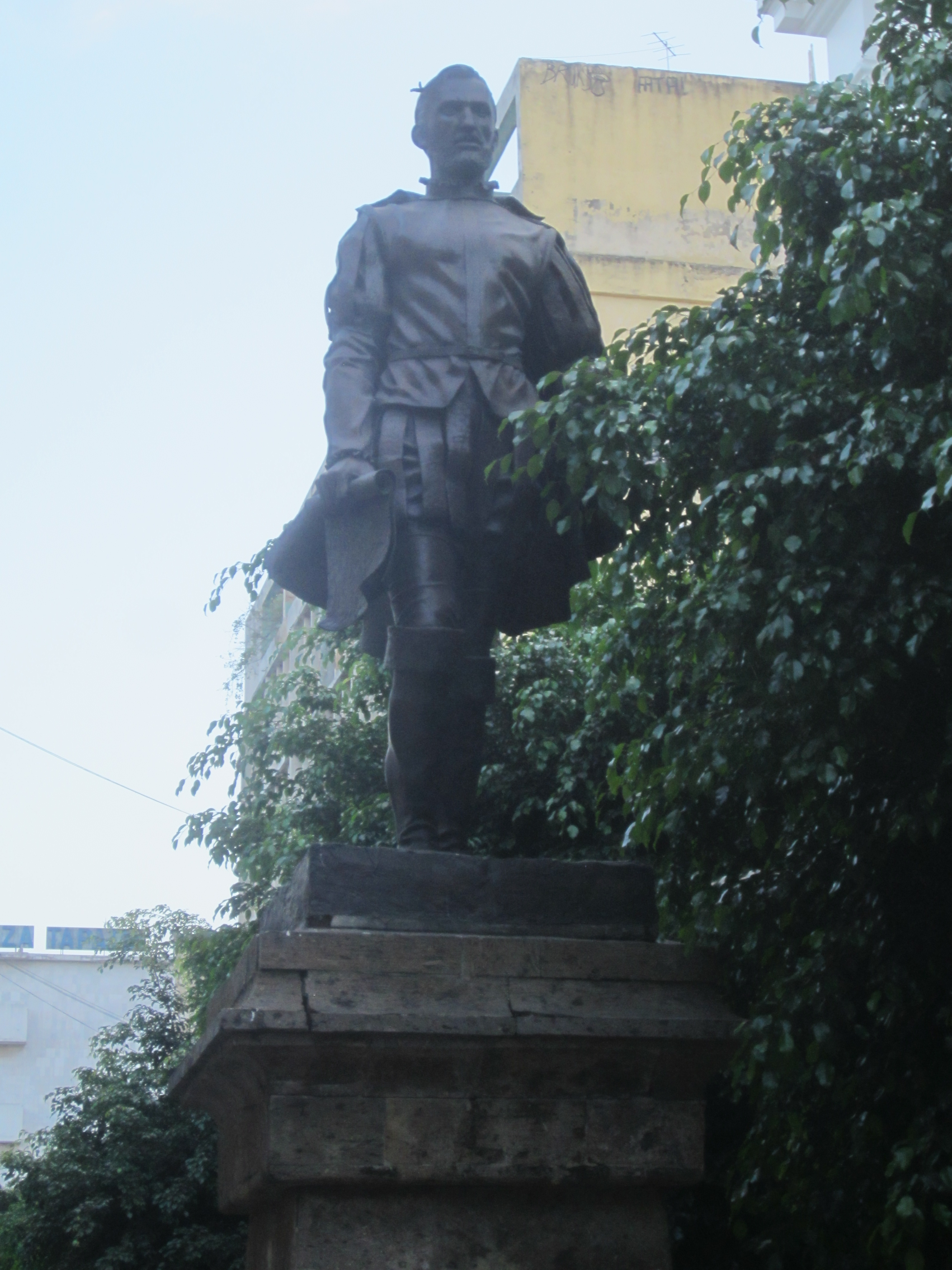
Estatua de Miguel de Ibarra.
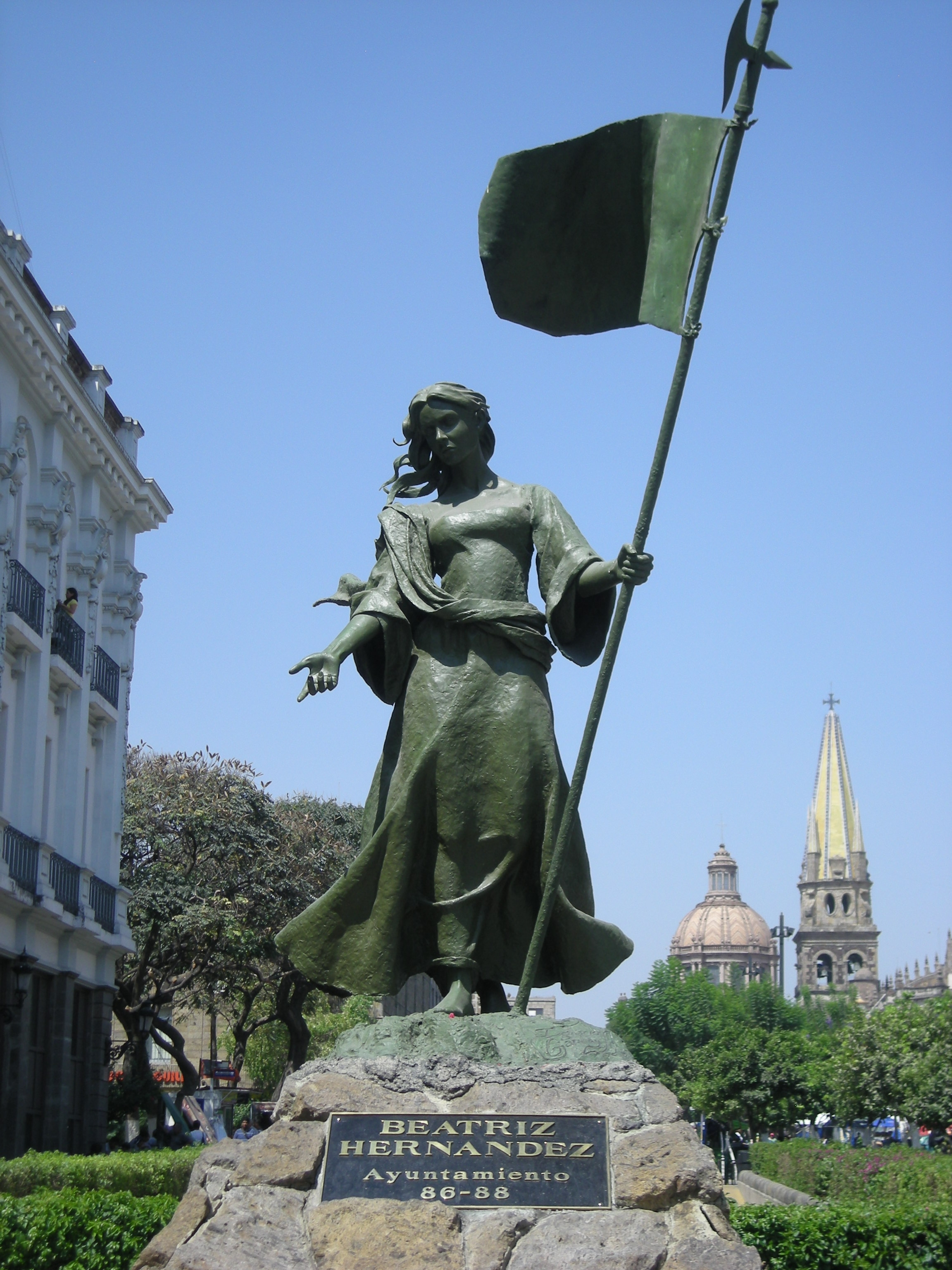
Estatua de Beatriz Hernández.
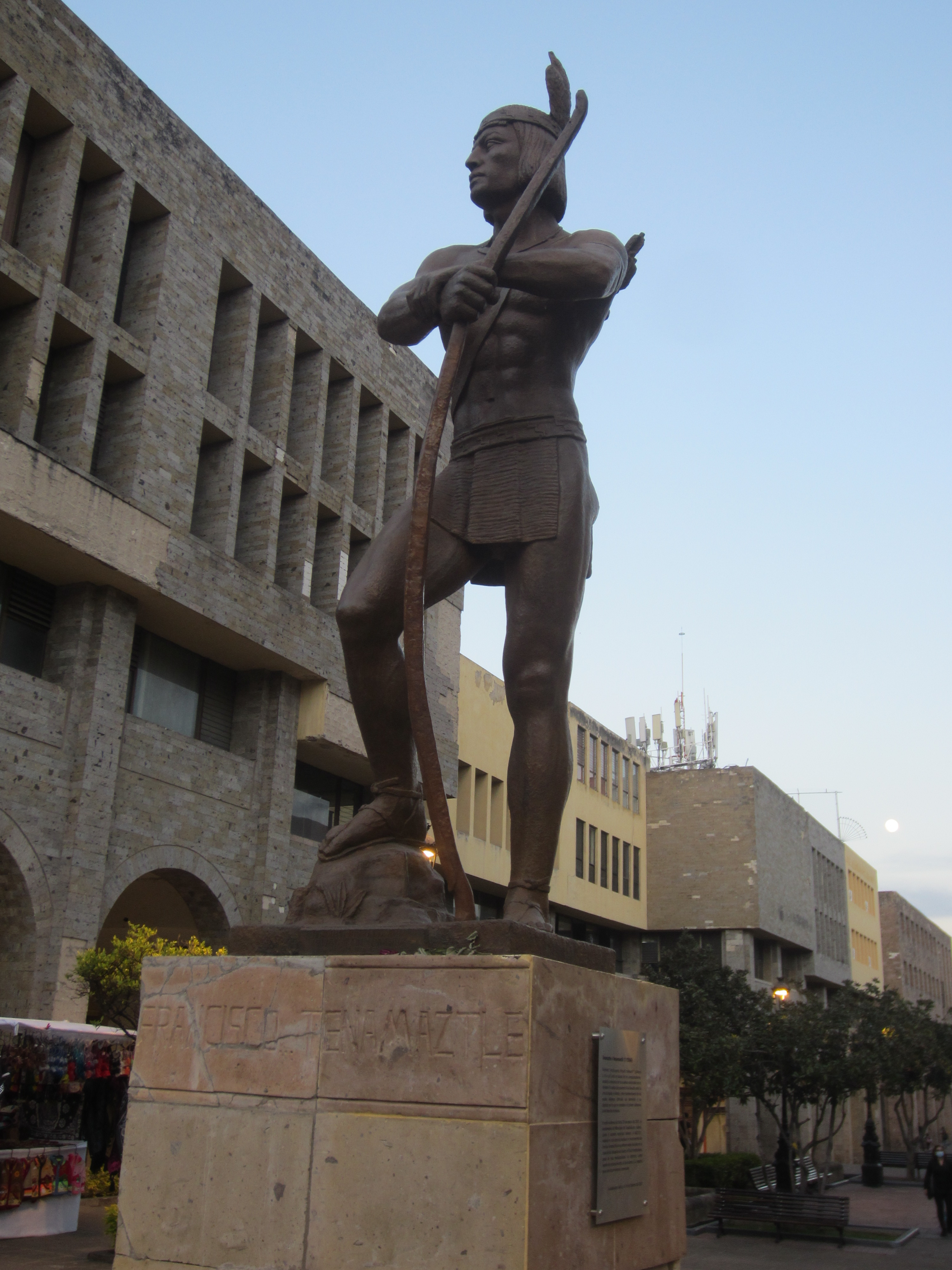
Estatua de Francisco Tenamaztle.
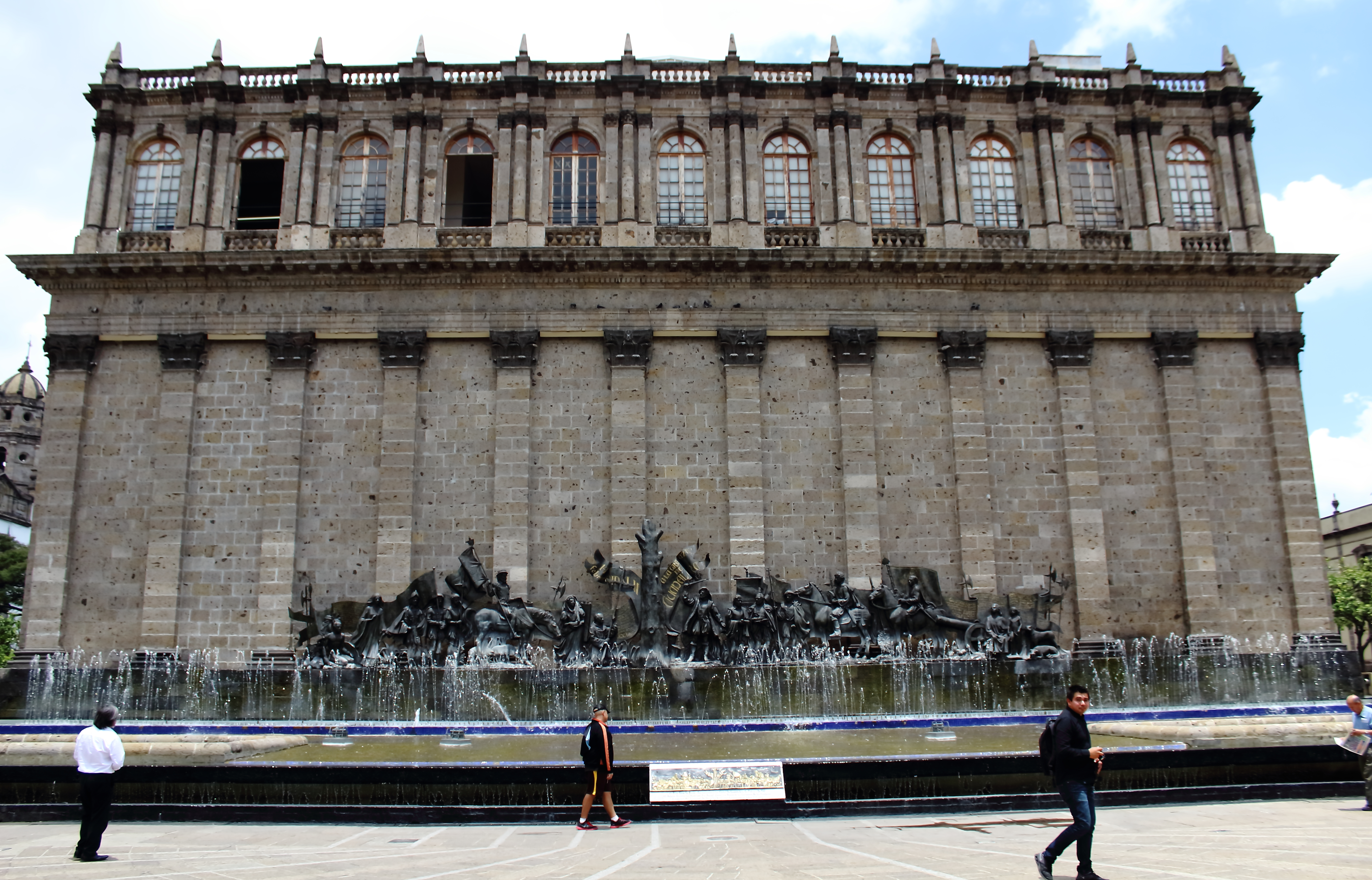
El Friso de los Fundadores.
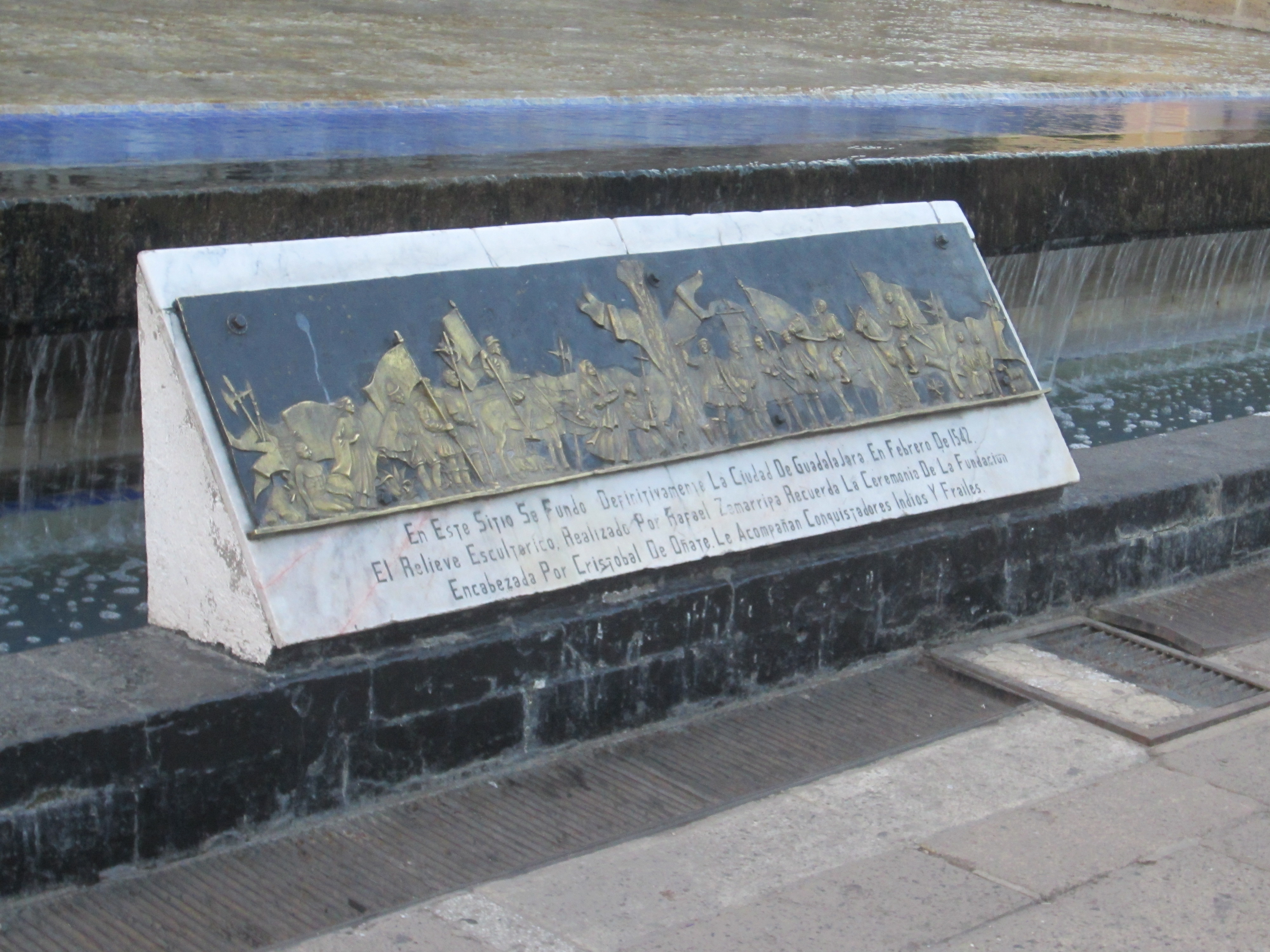
Descripción del sitio.
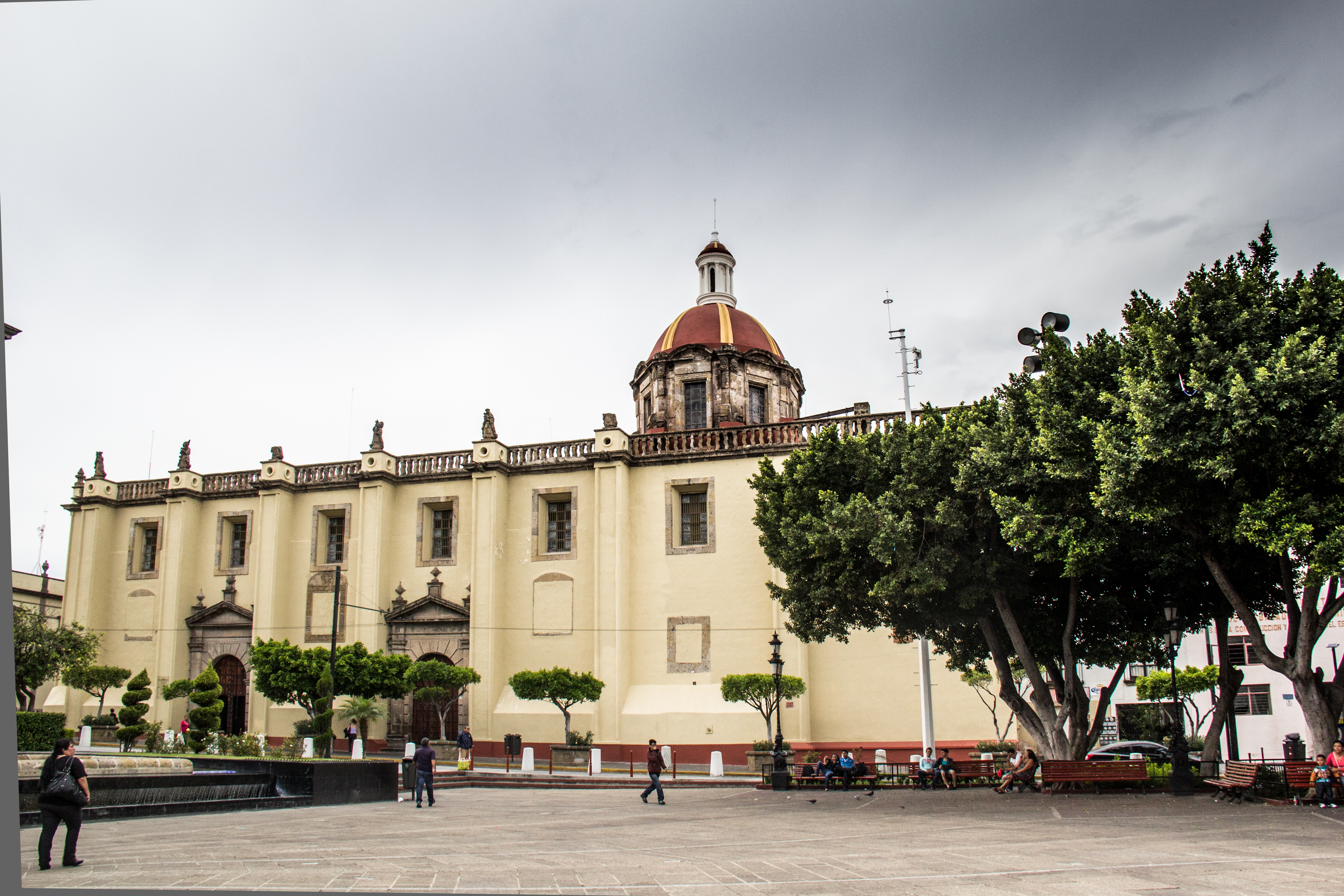
Templo de Santa María de Gracia.